# Hypoctonus rangunensis
Espèce
Synonymes
- Thelyphonus rangunensis Oates, 1889

Hypoctonus rangunensis est une espèce d'uropyges de la famille des Thelyphonidae.

## Distribution
Cette espèce est endémique de Birmanie.

## Étymologie
Son nom d'espèce, composé de rangun et du suffixe latin -ensis, « qui vit dans, qui habite », lui a été donné en référence au lieu de sa découverte, Rangoun.

## Publication originale
- Oates, 1889 : On the species of Thelyphonus inhabiting continental India, Burma, and the Malay Peninsula. Journal of the Asiatic Society of Bengal, vol. 58, p. 4-19 (texte intégral).